# Anarthropteris lanceolata
Anarthropteris lanceolata är en stensöteväxtart som först beskrevs av John Smith och J. D. Hook., och fick sitt nu gällande namn av Pichi-serm. Anarthropteris lanceolata ingår i släktet Anarthropteris och familjen Polypodiaceae. Inga underarter finns listade.